# ТЕЦ Ольштин
ТЕЦ Ольштин — теплоелектроцентраль у однойменному місті на північному сході Польщі.
З 1967-го в Ольштині діє завод автомобільних шин, який наразі належить корпорації Michelin. До комплексу його споруд відносилась котельня, в якій у 1965-му змонтували два парові котли OR-70 виробництва компанії Rafako за Рацибужа. В 1978-му до них додали ще один такий же, а в 1985-му котельню перетворили на теплоелектроцентраль, доповнивши її турбіною потужністю 22,5 МВт.
Окрім покриття заводських потреб, ТЕЦ також працювала на систему центрального теплопостачання Ольштина, при цьому для покриття пікових потреб в опалювальний період у 1973—1983 роках тут змонтували 6 вугільних водогрійних котлів Rafako WR25 потужністю по 29 МВт.
У 2011-му власник заводу ухвалив рішення про закриття ТЕЦ, проте, враховуючи її роль у теплопостачанні Ольштина, зобов'язався підтримувати діяльність об'єкта до кінця 2019 року. Втім, на цю дату в місті ще не спорудили нові потужності, так що в лютому 2019-го навіть уклали контракт на екологічну модернізацію одного з котлів OR-70 зі строком завершення в 2021-му.